# 小行星4796
小行星4796（英語：4796 Lewis）是一颗围绕太阳公转的小行星。1989年6月3日，埃莉諾·赫琳在帕洛马山发现了此天体。
这颗小行星的绝对星等为35.70667156687607等。